# Gloria Steinem
Gloria Marie Steinem (uttal: ['stainəm]), född 25 mars 1934 i Toledo i Ohio, är en amerikansk feminist och journalist. Hon blev en ledande röst för den andra vågens feminism under det sena 1960-talet och tidiga 1970-talet.
Hon var krönikör i New York magazine och grundare av Ms.  magazine. 1969 publicerade hon en artikel, "After Black Power, Women's Liberation", som gjorde henne känd inom USA som en ledare för den feministiska rörelsen.
2005 grundade Steinem tillsammans med Jane Fonda och Robin Morgan Women's Media Center. Organisationens syfte är att "synliggöra och ge kvinnor makt inom media".
Steinem reser numera runt i världen som organisatör och föreläsare och är talesperson i jämlikhetsfrågor.

## Biografi

### Uppväxt
Steinem föddes i Toledo i Ohio 1934. Hennes mor Ruth (född Nuneviller) var presbyterian med skotsk och tysk härstamning, och hennes far Leo Steinem var son till judiska immigranter från Tyskland och Polen. Hennes farmor Pauline Perlmutter Steinem var ordförande för utbildningskommittén för National Woman Suffrage Association, en delegat till 1908 års International Council of Women och den första kvinnan som valdes in i Toledos utbildningsstyrelse. Pauline räddade också flera medlemmar ur sin släkt från Förintelsen.
Familjen Steinem bodde och reste runt i en husbil som fadern använde i sitt yrke som resande antikhandlare. Innan dottern föddes fick hennes mor Ruth vid 34 års ålder ett nervöst sammanbrott som gjorde henne sängliggande och drabbad av återkommande vanföreställningar som stundom blev våldsamma. Hon förändrades "från en energisk, utåtriktad, bokälskande" kvinna till "någon som var rädd för att vara ensam, som inte kunde hålla sig kvar i verkligheten länge nog för att behålla ett arbete, och som sällan kunde koncentrera sig länge nog för att läsa en bok. Ruth var under långa perioder inlagd på mentalsjukhus. Gloria Steinem var tio år när föräldrarna 1944 till slut skildes. Hennes far flyttade till Kalifornien för att söka arbete, medan hon och hennes mor fortsatte att bo tillsammans i Toledo.
Trots att föräldrarna skilde sig på grund av moderns sjukdom, var det inte ett resultat av chauvinism från faderns sida, och Steinem menar sig ha "förstått och aldrig klandrat honom för skilsmässan." Ändå hade skilsmässan en stor inverkan på hennes personlighet; fadern hade som resande försäljare inte gett mycket finansiell stabilitet till familjen, men efter skilsmässan blev situationen än värre. Steinem tolkade sin mors oförmåga att behålla sitt arbete som ett tecken på samhällets aversion mot yrkesverksamma kvinnor. Hon tolkade också den allmänna likgiltigheten hos läkarna gentemot sin mor som en generell antipati mot kvinnor. Senare har Steinem beskrivit sin mors erfarenhet som en viktig insikt om samhällets orättvisor. Det perspektivet övertygade Steinem om att kvinnor saknade social och politisk jämlikhet.
Steinem gick på Waite High School i Toledo och Western High School i Washington, D.C., där hon senare tog studenten. Hon studerade sedan vid Smith College, en institution där hon fortfarande är aktiv. Under sent 1950-tal tillbringade Steinem två år i Indien på ett stipendium (Chester Bowles Asian Fellow). Efter att hon återvänt till USA blev hon chef (director) för Independent Research Service, en organisation som grundades efter en donation som senare visade sig vara från CIA. Hon arbetade för att skicka icke-kommunistiska studenter till 1959 års Världsungdomsfestival. 1960 anställdes hon av Warren Publishing som den första anställda vid Help! magazine.

### Journalistisk karriär
Clay Felker, som var featureredaktör för tidskriften Esquire gav frilansförfattaren Steinem vad hon senare kallade sitt första "riktiga uppdrag", en artikel om preventivmedel. Artikeln publicerades 1962 och handlade om hur kvinnor tvingas välja mellan karriär och äktenskap, vilket var ett år före Betty Friedans book Den feminina mystiken.
Medan hon arbetade på en artikel 1963 för Huntington Hartfords tidskrift Show, var Steinem anställd som Playboy Bunny vid Playboy Club i New York. Artikeln, som publicerades 1963 under rubriken "A Bunny's Tale", ackompanjerades av en bild av Steinem i bunny-uniform och handlade om hur kvinnor behandlas vid dessa klubbar. Steinem vidhåller att hon är stolt över arbetet hon utförde med att skriva om bunny-flickornas utsatta arbetsförhållanden, särskilt vad gäller de sexuella kraven som låg i utkanten av vad som är lagligt. Dock ledde publiceringen av artikeln till att Steinem ett tag inte kunde få andra uppdrag; hon menade själv att "eftersom jag nu hade blivit en Bunny – oavsett varför." Steinem fick så småningom (1968) ett arbete på Felkers nya tidskrift New York.
Däremellan gjorde hon 1964 en intervju med John Lennon för tidskriften Cosmopolitan. 1965 skrev hon för NBC-TV:s satirserie That Was The Week That Was, med det återkommande inslaget "Surrealism in Everyday Life".
1969 bevakade hon en abort-aktion i källaren till en kyrka i stadsdelen Greenwich för tidskriften New York. Steinem hade själv gjort abort i London vid 22 års ålder. Hon kände vad hon själv benämnde som "ett stort klick" vid aktionen och har senare sagt att hon inte "började mitt liv som en aktiv feminist" förrän den dagen. Hon har därefter skrivit: 
| ”                | "Det [abort] är meningen att få oss att känna oss som en dålig människa. Men jag måste säga att jag aldrig har känt så. Jag brukade sitta och försöka räkna ut hur gammalt barnet skulle ha varit, för att försöka få mig själv att känna dåligt samvete. Men jag kunde inte det! Jag tror att den person som sa: 'Raring, om män kunde bli gravida, skulle abort vara ett sakrament' hade rätt. För min del visste jag att det var första gången jag hade tagit ansvar för mitt eget liv. Jag tänkte inte bara låta saker hända mig. Jag skulle styra mitt liv, och därför kändes det positivt. Men ändå berättade jag det inte för någon. För jag visste att där ute var det inte [positivt]." | „ |
| – Gloria Steinem | |   |

1972 var Steinem med och grundade den feministiska tidskriften Ms. med Dorothy Pitman Hughes. Tidskriften började som en specialutgåva av New York. Det första numret finansierades av Clay Felker. De 300 000 testexemplaren såldes slut i hela USA på åtta dagar. Inom några veckor hade Ms. fått 26 000 prenumeranter och över 20 000 läsarbrev. Tidskriften såldes 2001 till Feminist Majority Foundation, men Steinem syns fortfarande i redaktionsrutan som en av de sex grundarna och finns med i tidskriftens rådgivande styrelse.
Samma år blev Steinem den första kvinnan att tala vid National Press Club.
I en halvt satirisk essä för Cosmopolitan skrev Steinem 1978 om en värld där män menstruerade istället för kvinnor. Hon avslutar essän med att i en sådan värld skulle menstruation bli ett tecken på ära och män skulle jämföra sina plågor, snarare än ett tecken på skam som det är för kvinnor.

### Politisk aktivism
1959 ledde Steinem en grupp aktivister i Cambridge i Massachusetts som anordnade festivalen Independent Service for Information on the Vienna. Där propagerade man för att amerikaner skulle medverka i Världsungdomsfestivalen, ett Sovjetsponsrat men demokratiskt ungdomsevenemang.
Gloria Steinem skrev 1968 under protestlistan för att vägra betala skatt så länge Vietnamkriget pågick.
Hennes stora genombrott som feministisk ledargestalt kom 1969 då hon publicerade artikeln "After Black Power, Women's Liberation". Som feministledare stred hon för Equal Rights Amendment, bland annat som vittne 1970 inför senatens rättsliga utskott. Samma år gav hon ut essän om en utopi med jämlikhet mellan könen, "What It Would Be Like If Women Win", i tidskriften Time.
Tillsammans med över 300 andra kvinnor (däribland Betty Friedan och Shirley Chisholm) grundade Steinem den 10 juli 1971 National Women's Political Caucus (NWPC). Där höll hon inledningstalet "Address to the Women of America", som bland annat innehöll följande:
| ”                | Detta är ingen enkel reform. Det här är verkligen en revolution. Kön och ras, därför att de är enkla och synliga skillnader, har varit de primära sätten att organisera människor i högre och lägre grupper och i billig arbetskraft på vilket detta system beror. Vi talar om ett samhälle där det inte finns några roller förutom de som väljs eller de som förtjänas. Vi pratar egentligen om humanism. | „ |
| – Gloria Steinem | |   |

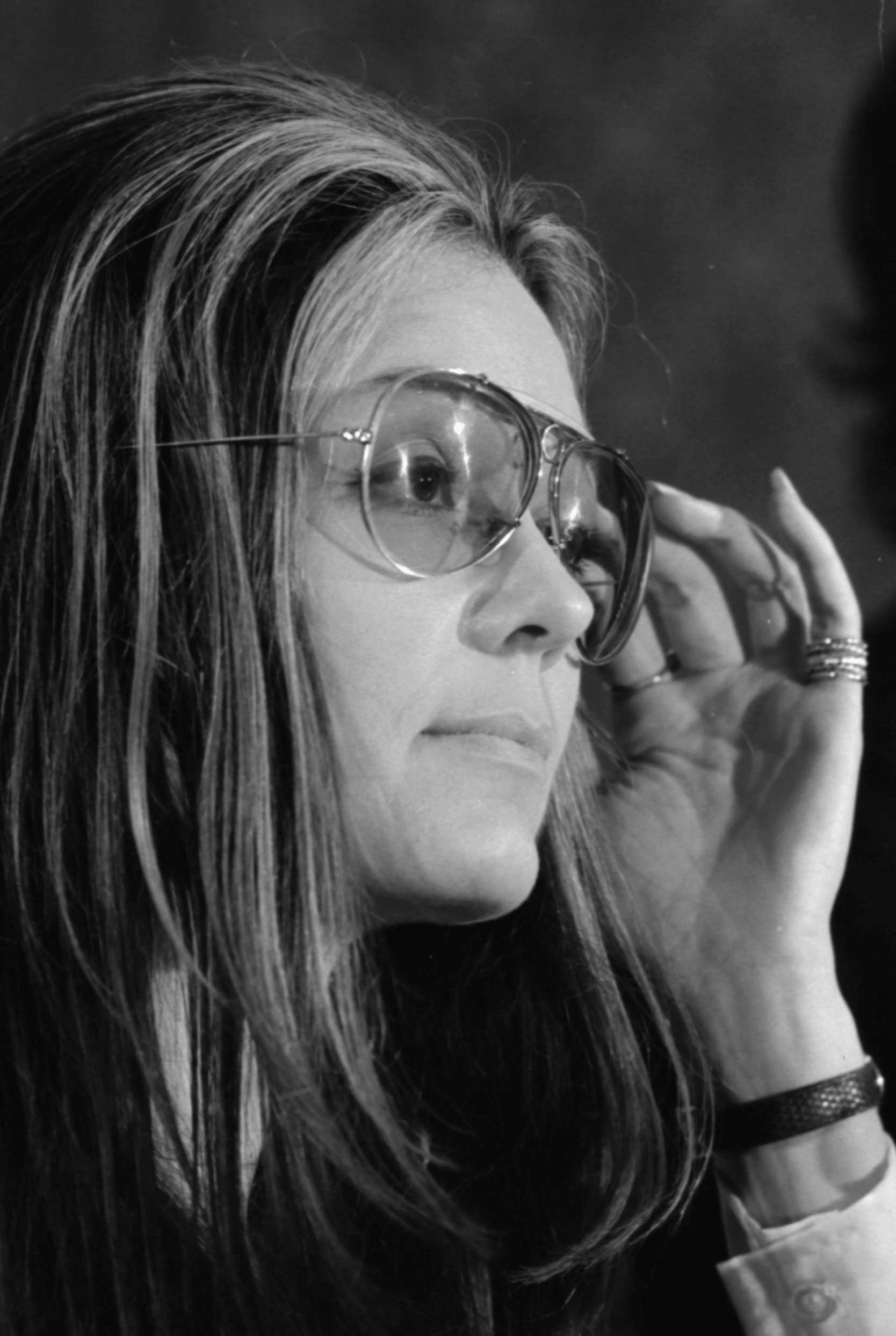
Steinem, 1972, på en presskonferens för Women's Action Alliance.

När Shirley Chisholm ställde upp som presidentkandidat 1972, ställde Steinem upp som delegatkandidat vid primärvalet i New York. Steinem förlorade dock.
Steinem, som läste den tecknade serien Wonder Woman under sin uppväxt, var också en nyckelspelare när seriefiguren Wonder Woman återfick sina krafter och traditionella kläder i nummer 204 (januari-februari 1973). När Steinem fick veta att den mest berömda kvinnliga superhjälten hade förlorat sina krafter, placerade hon Wonder Woman på omslaget till det första numret av Ms. (1972), tillsammans med en positiv essä om seriefiguren. Warner Communications, som ägde DC Comics, var en av investerarna bakom Ms..
Steinem blev gripen utanför den sydafrikanska ambassaden 1984, tillsammans med flera kongressledamöter och civilrättsaktivister. Hon greps för störande beteende, efter att ha protesterat mot Sydafrikas apartheid-system.
När Kuwaitkriget startade 1991, protesterade Steinem tillsammans med de framträdande feministerna Robin Morgan och Kate Millett offentligt mot att USA skulle gå in i Mellanöstern. De påstod att det sagda målet att "skydda demokratin" var en rökridå.
Under Clarence Thomas nomineringsprocess till USA:s högsta domstol 1991 blev han anklagad för sexuella trakasserier av medhjälparen Anita Hill. Steinem gav sitt stöd till Hill och föreslog att Hill en dag själv skulle sitta i högsta domstolen.
Steinem var också 1992 en av grundarna till Choice USA. Den är en ideell organisation som mobiliserar och ger fortsatt stöd till ungdomar som arbetar politiskt för rätten till abort.
1993 var Steinem medproducent till och berättare i en Emmy Award-vinnande TV-dokumentär om barnmisshandel, Multiple Personalities: The Search for Deadly Memories. (HBO). Tillsammans med Rosilyn Heller var hon samma år också medproducent till en TV-film, Better Off Dead (Lifetime), som undersökte de parallella krafter som både är emot abort och stöder dödsstraff.

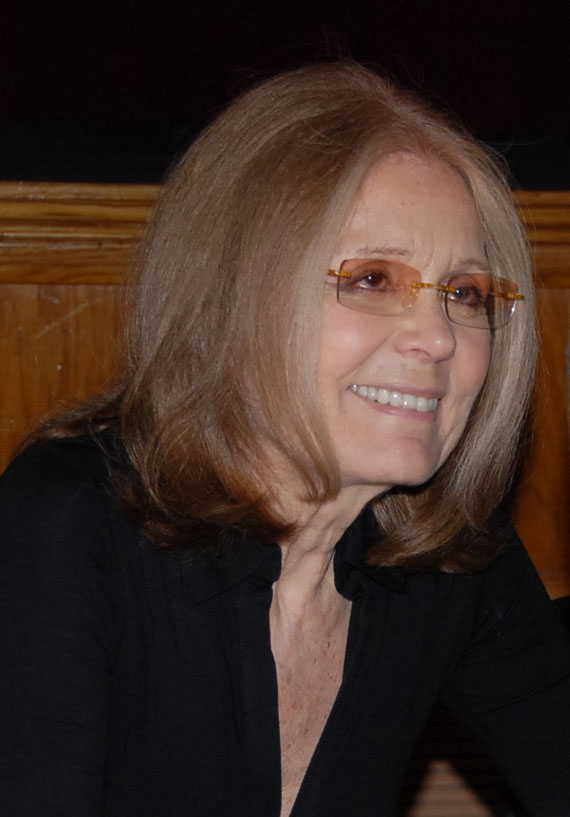
Steinem på Brighton High School, Brighton, Colorado, i november 2008

Steinem har in på 2010-talet fortsatt att uppträda som föreläsare.
I en intervju har Steinem sagt:
| ”                | Jag tror att det är något av en slump att jag blev symbol för kvinnorörelsen. En kvinnlig kongressledamot, till exempel, kan identifieras som en kongressledamot. Det betyder inte att hon skulle vara mindre feminist men hon identifieras med den närmaste manliga motsvarigheten. Tja, jag har ingen manlig motsvarighet så pressen måste identifiera mig med rörelsen. Jag antar att jag skulle kunna benämnas som en journalist, men eftersom Ms. är en del av en rörelse och inte en vanlig tidskrift, identifieras jag med rörelsen. Det finns inget annat fack att stoppa in mig i." | „ |
| – Gloria Steinem | |   |

Trots att Steinem ibland förknippas med det feministiska slagordet "En kvinna behöver en man lika mycket som en fisk behöver en cykel" var det inte hon som myntade det. Det var Irina Dunn, något som Steinem till och med skrivit till tidskriften Time för att få rättat. Däremot var Steinem en av dem som hjälpte till att popularisera frasen.

### Privatliv
Steinem diagnostiserades med bröstcancer 1986 och trigeminusneuralgi 1994.
Den 3 september 2000, vid 66 års ålder, gifte sig Steinem med David Bale, far till skådespelaren Christian Bale. Steinem och Bale hann vara gifta i tre år innan han dog av lymfom i hjärnan den 30 december 2003. Då var han 62 år gammal.
Tidigare har hon haft ett förhållande med förläggaren Mortimer Zuckerman.

## Utmärkelser
- "American Civil Liberties Union of Southern California's Bill of Rights Award"[3]
- "American Humanist Association's 2012 Humanist of the Year" (2012)[3]
- "Biography magazine's 25 most influential women in America" (Steinem angavs som en av dem)[3]
- Clarion Award[3]
- DVF Lifetime Leadership Award (2014)[64]
- Emmy Award, omnämnande för utmärkt författande för TV[3]
- "Esquire's 75 greatest women of all time" (Steinem angavs som en av dem) (2010)[65]
- "Equality Now's international human rights award", delat mellan Steinem och Efua Dorkenoo (2000) [66]
- Front Page Award[3]
- Tidskriften Glamours "The 75 Most Important Women of the Past 75 Years" (Steinem angavs som en av dem) (2014) [67]
- "Lambda Legal Defense and Education Fund's Liberty Award"[3]
- "The Ms. Foundation for Women's Gloria Awards", som delas ut årligen sedan 1988, är uppkallat efter Steinem.[68]
- National Gay Rights Advocates Award[3]
- "National Magazine Awards"[3]
- National Women's Hall of Fame, invald 1993[3]
- "New York Women's Foundation's Century Award" (2014)[69]
- "Parenting magazine's Lifetime Achievement Award" (1995)[3]
- Penney-Missouri Journalism Award[3]
- Presidential Medal of Freedom (2013)[70][71][72]
- Rutgers University annonserade i september 2015 en betald position ('endowed chair') i Steinems namn, att utdelas till någon som uppvisar Steinems värdegrund av jämlik representation inom media.[73][74]
- "Sara Curry Humanitarian Award (2007)"[75]
- "Simmons College's Doctorate of Human Justice"[3]
- "Society of Professional Journalists' Lifetime Achievement in Journalism Award"[3]
- Supersisters idolkort (kort nummer 32 bar Steinems namn och bild) (1979)[76]
- Förenta nationernas Ceres-medalj[3]
- Förenta nationernas "Society of Writers Award"[3]
- "University of Missouri School of Journalism Award for Distinguished Service in Journalism"[3]
- Women's Sports Journalism Award[3]

## Källhänvisningar
Den här artikeln är helt eller delvis baserad på material från engelskspråkiga Wikipedia.